# 黑尔格·勒夫兰
黑尔格·勒夫兰（挪威語：Helge Løvland，1890年5月11日—），挪威男子田径运动员。他曾代表挪威参加1920年夏季奥林匹克运动会田径比赛，获得男子十项全能金牌和男子五项全能第五名。